# Martin Eden (film 1942)
Martin Eden (The Adventures of Martin Eden) è un film del 1942 di produzione statunitense diretto da Sidney Salkow.
Il film è basato sul romanzo Martin Eden dello scrittore statunitense Jack London, pubblicato nel 1909.